# 齊藤剣
齊藤 剣（さいとう けん、1996年8月22日 - ）は、日本出身のラグビーユニオン選手。

## プロフィール
- 秋田県出身[1]。
- ポジションはプロップ(PR)。
- 身長 177cm、体重 115kg
- ジュニア・ジャパンに選ばれたことがある。
- U20日本代表に選ばれたことがある[2]。

## 来歴
高校1年生からラグビーを始めた。
2015年、能代工業高校卒業後、明治大学に入る。
2019年、明治大学卒業後、NTTコミュニケーションズシャイニングアークスに加入。
2020年2月15日にジャパンラグビートップリーグ第5節宗像サニックスブルース戦に途中出場で公式戦初出場を果たす。
2022年7月、NTT再編に伴う新チーム浦安D-Rocks選手スコッドに選ばれた。
2024年5月、浦安D-Rocksを退団。